# Sirat (film)
Pour la ville algérienne, voir Sirat.
Pour plus de détails, voir Fiche technique et Distribution.
Sirāt est un film d'aventures routier franco-espagnol réalisé par Óliver Laxe.
Le film est en sélection officielle du festival de Cannes 2025, où il reçoit le prix du jury.

## Synopsis
Après que sa fille, Marina, a disparu sans laisser de traces lors d'une rave party au Maroc il y a plusieurs mois, Luis se lance à sa recherche. Il est accompagné de son fils de douze ans, Esteban. Lors de la rave, personne ne dit avoir vu ou connu la jeune fille. Lorsque la police marocaine met fin à l'événement, tous les étrangers doivent être expulsés. Luis et Esteban s'enfuient alors avec plusieurs participants à la fête. Le groupe traverse ensuite le massif de l'Atlas dans un autocar cabossé. L'objectif est une autre rave illégale à la frontière sud du Maroc. Luis et Esteban espèrent y rencontrer Marina,.

## Fiche technique
Sauf indication contraire, les informations mentionnées dans cette section peuvent être confirmées par les bases de données cinématographiques  présentes dans la section « Liens externes ».
- Titre original : Sirāt[1]
- Réalisation : Óliver Laxe
- Scénario : Santiago Fillol, Óliver Laxe
- Musique : David Kangding Ray
- Photographie : Mauro Herce
- Production : Agustín Almodóvar, Pedro Almodóvar, Xavi Font, Oriol Maymó, Mani Mortazavi, Andrea Queralt
- Sociétés de production : Movistar Plus+, El Deseo, Filmes Da Ermida, Uri Films, 4A4 Productions
- Société de distribution : Pyramide (France)[3]
- Pays de production :  Espagne (88,62%) -  France (11,38%)
- Langue originale : espagnol
- Genre : Film d'aventures routier
- Format : couleurs - 16 mm
- Durée : 115 minutes
- Dates de sortie : 
  - France : 15 mai 2025 (Festival de Cannes) ; 10 septembre 2025 (sortie nationale)[3] Date sujette à modification
  - Espagne : 6 juin 2025
  - Suisse : 6 juillet 2025 (Festival international du film fantastique de Neuchâtel)

## Distribution
Sauf indication contraire, les informations mentionnées dans cette section peuvent être confirmées par les bases de données cinématographiques  présentes dans la section « Liens externes ».
- Sergi López : Luis
- Bruno Núñez : Esteban
- Stefania Gadda : Stephy
- Joshua Liam Herderson : Josh
- Tonin Janvier : Tonin
- Jade Oukid : Jade
- Richard Bellamy : Bigui

## Distinctions
Sauf indication contraire, les informations mentionnées dans cette section peuvent être confirmées par les bases de données cinématographiques  présentes dans la section « Liens externes ».

### Récompenses
- Festival de Cannes 2025 : 
  - Prix du jury
  - Cannes Soundtrack Award pour Kangding Ray
  - Palme Dog : Grand Prix du jury